# U-Report
 (avril 2024).
U-Report (en anglais : You report) qui signifie « Tu rapportes » ou « Tu déclares »  est une plateforme de messagerie sociale et un système de collecte de données développé en 2011 par l’UNICEF et lancé pour la première fois en Ouganda.

## Histoire
En 2007, UNICEF Innovation utilise RapidSMS pour développer U-Report, une plateforme qui permet à quiconque de publier des informations en temps réel et des analyses de données au format SMS sans avoir besoin d’un programmeur,. En mai 2011, l’Ouganda est devenu le premier pays dans lequel l’UNICEF a lancé l’initiative mobile U-Report, en raison de sa population étant, en moyenne, l’une des plus jeunes au monde. Une autre raison évoquée par l’UNICEF pour l’introduction du programme en Ouganda est l’utilisation élevée du téléphone portable dans le pays par rapport à d’autres pays en développement, avec 48 % des citoyens du pays possédant un téléphone portable.En raison du succès de U-Report en Ouganda, l’UNICEF a étendu le programme à la Zambie en décembre 2012 et au Nigeria en juin 2014,.  En Zambie, U-report a été utilisé pour prévenir le VIH chez les adolescents et les jeunes, le dépistage volontaire du VIH dans le pays étant passé de 24 % à 40 % de la population. Au Nigeria, U-Report mène principalement des enquêtes sur des questions sociales et médicales,.
En juillet 2015, U-Report a atteint un total d’un million de reporters dans quinze pays.  En octobre 2015, l’Ukraine est devenue le premier pays d’Europe à rejoindre le programme U-Report passant à 68 273 participants au 30 septembre 2018.
En Côte d'Ivoire, U-Report est devenu un mouvement de jeunes qui se rassemblent, qui lancent des initiatives et qui mènent des actions pour le changement positif dans leur communauté,. La plateforme U-Report est mise en œuvre en 2017 par le ministère chargé de la Jeunesse, en partenariat avec l’UNICEF et officiellement lancée en février 2018. Elle comptait plus de 200 000 membres à avril 2018, puis 300 000 membres au mois d'août 2018. U-Report Côte d'Ivoire franchit la barre d'un million d'U-Reporters en 2019 et atteint quatre millions de membres en 2023, réparties dans 65 communautés dans le pays.

## Fonctionnement
U-Report est un outil numérique, gratuit et anonyme. Il encourage et engage les jeunes de 13 à 30 ans à la participation citoyenne grâce à des sondages envoyés sur leurs smartphones, via Facebook Messenger, Twitter et Viber. U-Report fait participer les jeunes au dialogue social et politique, à travers des sondages sur leur quotidien, leurs problématiques et leurs attentes. Le programme envoie des sondages à ses participants, recueillant des réponses en temps réel, puis publie les données recueillies. Les questions interrogées comprennent la santé, l’éducation, le genre, le changement climatique l’eau, l’assainissement et l’hygiène, le chômage des jeunes, le VIH/sida et les épidémies.  Le programme compte actuellement 33 millions d’U-reporters dans 99 pays.

### Liste de quelques pays où U-report est présent
| Pays                             | Membres             | Création | Messagerie          |
| -------------------------------- | ------------------- | -------- | ------------------- |
| Afghanistan                      | 2 033 526 (en 2023) | 2021     | « SALAM » au 7575   |
| Angola                           | 96 299 (en 2023)    |          | « Join » au 140     |
| Argentine                        | 23 633 (en 2023)    | 2017     |                     |
| Bangladesh                       | 1 044 568 (en 2023) | 2018     |                     |
| Barbade                          | 2 449               |          |                     |
| Belize                           | 8 525 (en 2023)     |          |                     |
| Bénin                            | 199 258 (en 2023)   | 2021,    | « Go » au 132       |
| Bolivie                          | 20 558              | 2019     |                     |
| Bosnie-Herzégovine               | 3 199               |          |                     |
| Botswana                         | 23 263              |          |                     |
| Brésil                           |                     |          |                     |
| Bulgarie                         | 1 552               |          |                     |
| Burkina Faso                     | 331 110 (en 2023)   | 2016     | « Burkina » au 3350 |
| Burundi                          | 214 560             |          | « Joindre » au 156  |
| Cameroun                         | 440 963             |          | « Joindre » au 8855 |
| Canada                           | 1 647               |          |                     |
| Centrafrique                     | 52 366              |          | « RCA » au 1514     |
| Chili                            | 5 059               |          |                     |
| République du Congo              | 28 567              |          |                     |
| Costa Rica                       | 7 545               |          |                     |
| Côte d'Ivoire                    | 4 165 925 (en 2023) | 2018     | « Joindre » au 1366 |
| Croatie                          | 308 (en 2023)       |          |                     |
| République démocratique du Congo | 6 595 717 (en 2023) |          | « Action » au 101   |
| Région des Caraïbes Orientales   | 18 052 (en 2023)    |          |                     |
| Équateur                         | 68 761 (en 2023)    |          |                     |
| El Savaldor                      | 4 235               |          |                     |
| France                           | 14 821 (en 2023)    |          |                     |
| Gambie                           | 13 794              |          | « Joindre » au 1234 |
| Ghana                            | 213 678             |          | « Joindre » au 1755 |
| Grèce                            | 4 400               |          |                     |
| Guatemala                        | 31 036              |          |                     |
| Guinée                           | 93 486              |          |                     |
| Haïti                            | 104 577 (en 2023)   |          | « Action » au 8090  |
| Honduras                         | 36 419              |          |                     |
| Inde                             | 2 914 505 (en 2023) |          |                     |
| Indonésie                        | 1 027 286           |          |                     |
| Irak                             | 119 727             |          |                     |
| Irlande                          | 1 293 (en 2023)     |          |                     |
| Italie                           | 9 646 (en 2023)     |          |                     |
| Madagascar                       | 24 467              |          |                     |
| Mozambique                       | 832 296             |          |                     |
| Namibie                          | 3 533               |          |                     |
| Nigeria                          | 5 598 389 (en 2023) | 2014     |                     |
| Niger                            | 61 733              |          |                     |
| Sénégal                          | 83 868              |          |                     |
| Soudan du Sud                    | 5 138               |          |                     |
| Tanzanie                         | 272 913             |          |                     |
| Tchad                            | 1 241 916 (en 2023) |          | “Joindre” au 1301   |
| Thaïlande                        | 2 580 (en 2023)     |          |                     |
| Tunisie                          | 4 779 (en 2023)     |          |                     |
| Ouganda                          | 640 367 (en 2023)   |          |                     |
| Ukraine                          | 134 152 (en 2023)   |          |                     |
| Zambie                           | 243 260 (en 2023)   | 2012     | « Join » au 878     |
| Zimbabwe                         | 264 025 (en 2023)   |          |                     |